# Едуард Гакен
Едуард Гакен (чеськ. Eduard Haken, 22 березня 1910, с. Шклинь, Чаруківська волость, Луцький повіт, Волинська губернія — 12 січня 1996, Прага) — чеський оперний співак, володар виразного басу, що дозволяв йому виконувати як ліричні, так і комедійні партії, за походженням — волинський чех.
Лауреат Державної премії Уряду ЧССР (1953), Заслужений артист ЧССР (1958), Народний артист ЧССР (1964). Широку популярність та визнання отримав за виконання сільського свата Кецала в опері «Продана наречена» Бедржіха Сметани та Водяного в опері «Русалка» Антоніна Дворжака. За понад 50-річну творчу кар'єру виконав понад 60 партій в оперних творах, що звучали як у Національному театрі в Празі, так і на інших оперних сценах світового рівня. Його голос зберігається на численних оперних записах, зроблених звукозаписною компанією «Supraphon».

## Життєпис
Народився в родині волинських чехів в селі Шклинь (нині Горохівського району Волинської області), куди з півночі Чехії емігрувала родина його батька в кінці ХІХ століття. У 1928 році закінчив Луцьку гімназію.
У 1929 році переїхав до Праги, щоб, як і старший брат Ярослав, вивчати медичну справу — так бажали їхні батьки. Крім медичної справи Едуард спробував себе в архітектурі та сільському господарстві, проте єдиною закінченою його освітою є медична, у якій він зрештою отримав ступінь магістра.
Навчання на медичному факультеті Карлового університету припинив у 1932 році, у зв'язку зі смертю брата, який його фінансово підтримував. Едуард знайшов місце асистента лікаря загальної практики Полака, де пропрацював до переїзду до Оломоуця у 1938 році.
Ще з гімназійних часів Едуард захоплювався театром і є згадки про виконання ним ролі Возного з п'єси Івана Котляревського «Наталка-Полтавка», яку поставили учні старших класів Луцької гімназії у 1927 році. У 1930—1937 роках у Празі паралельно з вивченням медичної справи він брав приватні уроки співу в українського тенора Дмитра Левитського. Саме Дмитро Левитський подав кандидатуру Едуарда Гакена для участі у конкурсі, оголошеному для добору членів оперного хору Національного театру Чехії у 1935 році. Гакен переміг у цьому конкурсі та отримав тимчасове місце в хорі терміном на 2 роки, а разом з цим і можливість удосконалювати свій голос та акторські здібності під пильним наглядом Бедржіха Плашке, тодішнього заступника керівника оперного хору Вацлава Таліха.
У 1938 році отримав пропозицію від Міського театру Оломоуця, де за три роки швидко вийшов на рівень соліста опери, виконав понад 30 партій та отримав визнання аудиторії та критиків. Під час гастролей він двічі виступав в Національному театрі, у тому числі з партією сільського свата Кецала в опері «Продана наречена» Бедржіха Сметани.
З 1 серпня 1941 року — соліст Національного театру в Празі, у якому працював майже до кінця життя.
У 1957 році мав тримісячну навчальну подорож до Італії, де вчився у Аполлона Гранфорте. Пізніше удосконалював техніку співу бельканто на спеціальних курсах, що були організовані для артистів Національного театру у 1962 році. Був одним з небагатьох оперних співаків, які практикували і концертні виступи — кантатний спів та ораторії. Одним з відомих концертних виступів Едуарда Гакена є виконання ним «Біблейських пісень» Антоніна Дворжака у 1982 році.
Протягом життя намагався уникати участі в політичній діяльності, проте, імовірно під тиском комуністичної влади, став одним з підписантів Антихартії.
Після виходу на пенсію у 1991 році брав участь у концертах та інших творчих заходах. Останнім документованим виступом Едуарда Гакена вважається його участь у постановці режисера Яна Пітінського в Театрі «Na zábradlí» в 1995 році.
Помер 12 січня 1996 року, похований на Вишеградському цвинтарі поруч з дружиною та найкращим другом, Бено Блахутом.

## Професійна діяльність
За понад 50 років роботи Едуарда Гакена у Національному театрі він виступив у понад 200 прем'єрах, а в репертуарі театру не залишилось басової партії, яку б він не співав. Серед найвідоміших:
- у творах Бедржіха Сметани: Кецал («Продана наречена»), Бенеш («Далібор»), Кмет («Брандербуржці в Богемії»), Лутобор («Лібуше»), Мумлал («Дві вдови»), Палоуцький («Поцілунок»), Боніфац та Малина («Таїнство»), Рарач («Чортова стіна»), Марко («Віола»);
- у творах Антоніна Дворжака: Водяний («Русалка»), Марбуел («Чорт і Кача»), Філіп та Граф Вілем («Якобін»), Йов («Дімітрій»);
- у творах Джузеппе Верді: Захарій («Набукко»), Спарафуциль («Ріголетто»), Джакопо Фьєско («Сімон Бокканегра»); Філіп II («Дон Карлос»), Рамфіс («Аїда»);
- у творах Ріхарда Вагнера: Даланд («Летючий голандець»), Герман («Тангейзер»), Гундінг («Валькірія»), Генріх I Птахолов («Лоенгрін»);
- у творах Іші Крейчі: Тейресіас («Антігона»), Воєвода («Піднесення в Ефесі»);
- у творах Яна Ціккера: Бег Хассан («Бег Баязід»); Мененій Агріппа («Коріолан»);
- у творах Вітєзслава Новака: Криштоф зі Швамберка («Рарашек зі Звікова»), Іван («Люцерна»);
- у творах Джакомо Пуччіні: Колін («Богема»), Тімур («Турандот»);
- у творах Вольфганга Моцарта: Комтур («Дон Жуан»), Сарастр («Чарівна флейта»);
- в творах Михайла Глінки: Іван Сусанін («Життя за царя»), Фарлаф («Руслан і Людмила»);
- Кашпар та Відлюдник (Карл фон Вебер, «Вільний стрілець»);
- літописець Пімен та таємний єзуїт Рангоні (Модест Мусоргський, «Борис Годунов»);
- Штеліна та Сватоплук (Еуген Сухонь, «Вир»);
- Рокко (Людвіг ван Бетховен, «Фіделіо»);
- Кончак (Олександр Бородін, «Князь Ігор»);
- Гремін (Петро Чайковський, «Євгеній Онєгін»);
- Кутузов (Сергій Прокоф'єв, «Війна і мир»);
- Мефістофель (Шарль Гуно, «Фауст»);
- Дон Кіхот (Жюль Массне, «Дон Кіхот»);
- Базіліо (Джоакіно Россіні, «Севільський цирульник»);
- Янек (Вілем Блодек, «В криниці»);
- Грігоріс (Богуслав Мартіну, «Грецькі пристрасті»);
- Вітораз (Зденєк Фібіх, «Шарка»);
- Вавржінець (Йозеф Ферстер, «Дебора»);
- Старий Хілсе (Віт Неєдли, «Ткачі»);
- Абул Хассан (Петер Корнеліус, «Багдадський цирульник»);
- Граф Вацлав Штернберзький та Їржі Сика (Карел Коваровіц, «Песиголовці»);
- Прокіп Голий (Юліус Калаш, «Нескорені»);
- батько Павла (Ян Фішер, «Ромео, Джульєтта і тьма»);
- Ван Бетт (Альберт Лорцинг, «Цар і тесля»);
- Гоан (Отмар Маха, «Озеро Укереве»).

Найвидатнішими з його понад шістдесяти оперних партій вважаються партії Водяного в опері «Русалка» Антоніна Дворжака та Кецала в «Проданій нареченій» Бедржіха Сметани. Водяний у його виконанні увічнений в телефільмі «Русалка», знятому у 1975 році, режисер Богуміл Зоул, Кецал — у телефільмі «Продана наречена» 1962 року. За спогадами його дочки Марії Гакенової найближчою особисто йому була роль Сватоплука у «Вирі» Еугена Сухоня.

### Гастрольні виступи
Едуард Гакен брав участь у регулярних закордонних гастролях Національного театру — за час кар'єри оперного співака він виступав у:
- Белграді: Кецал (1947);
- Будапешті: Кецал, Пімен (1951);
- Москві: Кецал, (1955), Базіліо (1958), Мефістофель (1960);
- Берліні: Водяний (1956);
- Брюсселі: Кецал (1958);
- Рейк'явіку: Кецал (1961);
- Італії: в супроводі Празького симфонічного оркестру (1958, 1960);
- Відні: Пімен (1961), бас-партія в Реквіємі Джузеппе Верді (1962);
- Нідерландах: Водяний (1963)[6];
- Шотландській опері: Водяний (1964), Бенеш (1964, 1970), Кецал (1970)[6][19];
- Зальцбургу: соло у Глагольській (Слов'янській) месі Леоша Яначека (1971)[6].

Як соліст Гакен отримував запрошення щодо виступів в Ковент-Гарден (1945) та в Метрополітен-опера, а також пропозицію річного контракту у Віденській державній опері (1958), проте внаслідок обмежень комуністичного режиму не зміг ними скористатись. Багато гастролював містами і містечками Чехії.

## Оцінка творчості
Едуард Гакен, голос якого часто характеризують як «унікальний» та «неповторний», завдяки своїй акторській майстерності, артикуляції та використанню внутрішнього резонансу як в техніці співу, так і через вжиття в образ, «створював нові, набагато глибші, незвичні для того часу постаті своїх героїв, які згодом ставали еталоном для наступників».
За словами критиків, на сцені Національного театру він:
|                                                | «Від усієї душі нарікав, співчував, правив, страждав, кидав виклики та жартував, але все — завжди в міру. Наполягав еластичним легатиссимо темної барви свого голосу, який вже тоді був незамінним. Звук не розносився вгорі, а зосереджувався. Високих фа, фа-дієз та соль досягав з певністю в логіці цілих фраз. Ніколи задля пустого блиску, але завжди — з наголосом на змісті слів. Не був подібний нікому з попередників, ані нікому з наступників».Оригінальний текст (чеськ.) [Lkal, soucítil, vládl, trpěl, vyzýval i vtipkoval z hloubi srdce, ale vždy s mírou. Naléhal elastickým legatissimem tmavé hlasové barvy, která byla už tehdy nezaměnitelná. Zvuk do výšek nerozšiřoval za efektem, ale soustřeďoval. Vysokých f , fis i g dosahoval s jistotou v logice celých frází. Nikdy pro pouhý lesk, ale vždy s důrazem na obsah slov. Nepodobal se žádnému z typů předešlých, ani následujících.] Помилка: [undefined] Помилка: {{Lang}}: немає тексту (допомога): невпізнаний код мови: cz (допомога) |
| — Ян Кралік, Časopis Hudební rozhledy, 05/2021 | |

## Відзнаки
- 1953 — Державна премія Уряду ЧССР[12] за партії Кецала, Івана Сусаніна та Кончака[8].
- 1958 — присвоєно титул Заслуженого артиста ЧССР[8][12].
- 1964 — присвоєно титул Народного артиста ЧССР[8][12].
- 1975 — Заслужений артист Національного театру[8][12].
- 1996 (посмертно) — названа на честь Талії (музи комедії) спеціальна нагорода Колегії професійної організації чеських акторів, премія Талії — за життя, присвячене театральній творчості[8][12].

У 1993 році отримав статус почесного громадянина міста Літомишль, а в 1995 році — міста Ческа Тржебова.

## Особисте життя
Ще з часу спільної роботи товаришував з видатним чеським оперним тенором Бено Блахутом, з яким також мав спільні творчі проекти.
У 1947 році Едуард Гакен одружився з акторкою Марією Глазровою, з якою познайомився ще за часів Другої світової війни під час відвідання її виступу в ролі Зузани Воїрової в однойменній п'єсі. Дружина відвідувала усі його виступи та була головним його театральним консультантом і критиком. Від шлюбу у 1948 році народилася донька Марія Гакенова.
Едуард завжди пам'ятав про своє походження і всіляко підтримував громаду волинських чехів, які реемігрували з України — премію, що була видана йому Урядом ЧССР, він роздав своїм землякам.
Як уродженець Волині Едуард Гакен брав участь і в житті української громади Праги, зокрема влаштовував концерти українських пісень, де «чехи і українці в Празі довго, аж до його смерті в 1996 році могли насолоджуватись голосом Едуарда Гакена. На кожній зустрічі з громадою, наприклад, на Шевченківських вечорах, Едуард Гакен завжди співав із радістю».
Підтримував дружні стосунки з представниками української громади в Празі, зокрема, Федором Стешком, Філаретом та Миколою Колессами, Платонідою Щуровською-Росиневич.